# Здравко Митев
Здравко Митев е бивш български футболист, нападател.
Играл е за Черно море от 1964 до 1976 г. Има 267 мача и 61 гола в А група. Изиграл е 1 мач за Б националния и 2 мача за младежкия национален отбор. Пристига в Черно море от Ватев Белослав. Дебютира в А РФГ за зелено-белите на 10 април 1964 в град Дупница (тогава Станке Димитров) в мач срещу местния Марек (2 – 1). Играе на пост централен нападател и е втори в класацията на най-резултатен нападател на Черно море. Отбелязва два гола във вратата на Аякс Амстердам при гостуването им във Варна на 8 юни 1966. През 1968 година срещу Марица (Пловдив) Здравко Митев поставя клубен рекорд с 5 отбелязани гола за крайното 8 – 0. По време на турнето на Варненския отбор в Далечния изток през 1969, бележи 4 гола във във вратата на Японския национален отбор. В последните си години като футболист страда от чести контузии. Приключва състезателната си кариера през лятото на 1976 г.